# Zoborský klášter
Zoborský klášter svatého Hippolyta byl benediktinský klášter na kopci Zobor (586, 9 m n. m.) v Nitře ve stejnojmenném kraji na jihozápadě Slovenska. Areál se nachází na západních svazích Zoboru v Dražovcích, místní části Nitry; je slovenskou národní kulturní památkou.

## Dějiny
Nejstarší klášter na Zoboru, postavený v románském slohu, byl pravděpodobně založen v roce 880, kdy vzniklo Nitranské biskupství, jehož prvním biskupem byl původně benediktinský mnich Wiching.
Legenda vzpomíná prvního známého zoberského opata po velkomoravském a v předuherském období. Z Polska měl přijít muž jménem Svorad, který dostal mnišský oděv od opata Filipa, jehož klášter, nazývaný sobor (monasterium, zobor nominatum), byl vybudován u Nitry k úctě sv. Hippolyta.
V Zoborském benediktinském klášteře vznikly z pověření uherského krále Kolomana tzv. zoborské listiny, jedná se o dva nejstarší dochované listinné originály z území Slovenska z let 1111 a 1113.
Benediktinští mniši působili v klášteře až do roku 1468. V tomto roce opatství zrušil Matyáš Korvín poté, co se opatství ve sporu mezi ostřihomským arcibiskupem a Matějem Korvínem postavilo na stranu arcibiskupství. Klášter byl vypleněn a zcela zničen polským vojskem vévody Kazimíra v roce 1471. Rozsáhlé majetky připadly nitranskému biskupství.

### Období kamaldulů
Nitranský biskup (a pozdější ostřihomský arcibiskup) Juraj Pohronec-Slepčiansky dal postavit v roce 1663 na místě opuštěného kláštera kapli. Do správy řádu kamaldulů se ho rozhodl dát nitranský biskup Blažej Jaklin, který chtěl oživit opuštěný klášter. Biskup musel požádat císařský dvůr o souhlas s příchodem tohoto řádu do Uherska. Císař Leopold I. žádosti vyhověl a v roce 1691 vydal povolení k jejich příchodu. Kamaldulové, nazýváni i bílí mniši, žili poustevnickým životem a hlásali přísné pokání a askezi. V roce 1691 začali na starém místě stavět nový klášter. Spolu s klášterem postavili i kostel zasvěcený sv. Josefovi. Kostel měl tři brány, hlavní byla na severní straně. Pozůstatky původního benedktínskeho kláštera byly v důsledku stavebních úprav zcela zničeny. Návštěvníky u vchodu vítal latinský nápis: ABSIT AB HAC PORTA TURBATOR EREMI, ODIT ENIM TURBAS TURBA SACRATA DEO (v překladu „Nech je od této brány vzdálený rušiteľ samoty, lebo Bohu zasvěcený zbor nenávidí rušitelů pokoje“). Blažejův bratranec Mikuláš Jaklin dokončil dostavbu v roce 1697.
Mezi mnichy v klášteře působil i jazykovědec, autor latinsko-slovenského slovníku Romuald Hadbávný. Klášter nechal zrušit císař Josef II. v roce 1782. Budova poté sloužila k různým světským účelů, v roce 1786 zde vznikla soukenická manufaktura a od roku 1886 zde bylo zřízeno plicní sanatorium. Dnes se zde nachází Specializované nemocnice sv. Svorada Zobor otevřená v roce 1953.